# Mediterraneo (Ermal Meta)
Mediterraneo è un singolo del cantautore italiano Ermal Meta, pubblicato il 3 maggio 2024 come terzo estratto dal quinto album in studio Buona fortuna.

## Descrizione
Il brano, scritto e composto dallo stesso cantautore con Giovanni Pollex, è stato raccontato nel suo significato dallo stesso cantante riferendosi al Mar Mediterraneo:

## Promozione
Il brano è stato presentato per la prima volta dallo stesso cantautore nel corso del festival musicale del Concerto del Primo Maggio 2024.

## Accoglienza
All Music Italia assegna al brano un punteggio di 8,5 su 10, apprezzando la vocalità del cantante che si appoggia su una "efficacissima composizione che unisce modernità e tradizione", composta da "melodie e canti mediorientali, squisiti sintetizzatori che donano la giusta malinconia e profondità", con un testo definito come "un tripudio di colori e viaggi, immagini vivide e sogni lontani, storie di anime e vite distanti ma mai così vicine".

## Video musicale
Il video musicale, diretto da Giovanni e Tomaselli Zavvo Nicolosi, è stato pubblicato in concomitanza all'uscita del brano attraverso il canale YouTube del cantautore.

## Tracce
Testi di Ermal Meta, musiche di Ermal Meta e Giovanni Pollex.
1. Mediterraneo – 3:17

## Formazione
Hanno partecipato alle registrazioni, secondo le note di copertina dell'album Buona fortuna:
Musicisti
- Ermal Meta – voce, basso, programmazione ritmica, sintetizzatore, campionatore, chitarra, cori, arrangiamento
- Emiliano Bassi – batteria
- Enrico Brun – programmazione aggiuntiva, chitarra nylon, ukulele, sintetizzatore
- Fabio Barnaba – composizione e direzione strumenti ad arco
- Roberto William Guglielmi – cori
- Room9 – sintetizzatore, chitarra nylon, programmazione aggiuntiva

Produzione
- Ermal Meta – produzione, registrazione
- Enrico Brun – produzione
- Room9 – produzione
- Cristian Milani – missaggio, mastering